# Assil Jaziri
Assil Jaziri, né le 3 août 1999 à M'saken, est un footballeur tunisien. Il joue au poste de milieu offensif à la Jeunesse sportive d'El Omrane.

## Carrière

### En club
Il fait ses débuts en Ligue 1 le 31 mars 2019 contre Dijon (victoire à l'extérieur sur le score de 0-1). Il fait ensuite deux autres apparitions en championnat contre Caen (défaite à domicile sur le score de 0-1) et Guingamp (victoire à domicile sur le score de 3-0). 

### En sélection
Le 15 octobre 2018, il joue un match amical avec l'Équipe de Tunisie olympique contre l'Italie (défaite sur le score de 0-2).
Il fait ses débuts avec la sélection nationale tunisienne le 7 juin 2019 en match amical contre l'Irak en entrant à la 71e minute à la place de son coéquipier à l'OGC Nice, Bassem Srarfi.

## Palmarès
- Vainqueur du championnat de Tunisie en 2023